# Edvard Dahlerup
Edvard August Dahlerup (født 9. marts 1812 i Hillerød, død 24. februar 1882 i København) var en dansk læge, fader til Frederik Dahlerup.
Dahlerup blev student fra Hillerød 1828, tog kirurgisk eksamen 1835 og medicinsk eksamen samme år. 1835—39 var han kandidat på Frederiks Hospital med afbrydelse af udenlandsrejse, derpå reservelæge sammesteds 1839—41. Han blev lic. med. 1840 og dr. med. 1841. Dahlerup var rejse- og livlæge hos Christian VIII 1843—48, borgerrepræsentant 1856-58, medlem af kommissionen for oprettelsen af et Kommunehospital 1856, overmedikus ved Frederiks Hospital 1860—73. Desuden var han i bestyrelsen af Frederiks Hospital og Fødselsstiftelsen, medlem af Sundhedskollegiet 1862. Dahlerup redigerede Bibliothek for Læger 1852—60.
Dahlerup blev Ridder af Dannebrog 1845, titulær professor og Dannebrogsmand 1848, etatsråd 1854, Kommandør af 2. grad af Dannebrog 1870 og konferensråd 1874.
Han er begravet på Garnisons Kirkegård.